# Gustav Thöni
Gustav Thöni, talora italianizzato in Gustavo Thoeni (Stelvio, 28 febbraio 1951), è un ex sciatore alpino e allenatore di sci alpino italiano.
È considerato uno dei più grandi campioni di tutti i tempi dello sci alpino grazie alle quattro vittorie nella Coppa del Mondo generale (nel 1971, nel 1972, nel 1973 e nel 1975), al secondo posto conquistato nel 1974, a cinque Coppe del Mondo di specialità e ai successi ai Mondiali e alle Olimpiadi: vinse la medaglia d'oro nello slalom gigante (valida anche ai fini iridati) e quella d'argento nello slalom speciale agli XI Giochi olimpici invernali di Sapporo 1972, l'argento nello slalom speciale ai XII di Innsbruck 1976, due ori (slalom gigante e slalom speciale) ai Mondiali di Sankt Moritz 1974 e altri due titoli mondiali in combinata nel 1972 e nel 1976.
Come allenatore, guidò la nazionale italiana e per anni seguì personalmente Alberto Tomba, contribuendo ai suoi successi (tra i quali la vittoria della Coppa del Mondo, terzo italiano a riuscirci dopo lo stesso Thöni e Piero Gros).

## Biografia

### Carriera sciistica

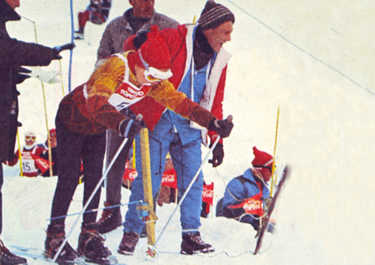
Trofeo Topolino 1965

Gustav Thöni adolescente, presso la "Pista del Sole"

Nativo di Trafoi, frazione del comune di Stelvio, Thöni iniziò a sciare all'età di 3 anni nello spazio circostante l'hotel dei genitori. Era arruolato nella Guardia di Finanza e fece parte dei Gruppi Sportivi Fiamme Gialle. Era cugino di Roland, anche lui sciatore alpino di alto livello.
Inizialmente allenato dal padre, dopo aver vinto il Trofeo Topolino nel 1965 si mise in luce ai Campionati italiani juniores del 1969, aggiudicandosi il titolo nella discesa libera, nello slalom gigante e nello slalom speciale; si aggiudicò inoltre la Coppa dei Paesi alpini.

#### Stagioni 1970-1971
In Coppa del Mondo ottenne il primo risultato di rilievo l'11 dicembre 1969, quando vinse lo slalom gigante di Val-d'Isère; in quella stagione, grazie anche a 9 podi (4 vittorie - tra le quali i due slalom giganti disputati sulla 3-Tre di Madonna di Campiglio -, 4 secondi posti, 1 terzo posto) si aggiudicò la sua prima Coppa del Mondo di slalom gigante (con 5 punti di vantaggio su Dumeng Giovanoli e Patrick Russel) e si piazzò al 3º posto nella classifica generale. Fu inoltre 4º nello slalom speciale ai Mondiali della Val Gardena, sua prima presenza iridata, mentre non completò lo slalom gigante.

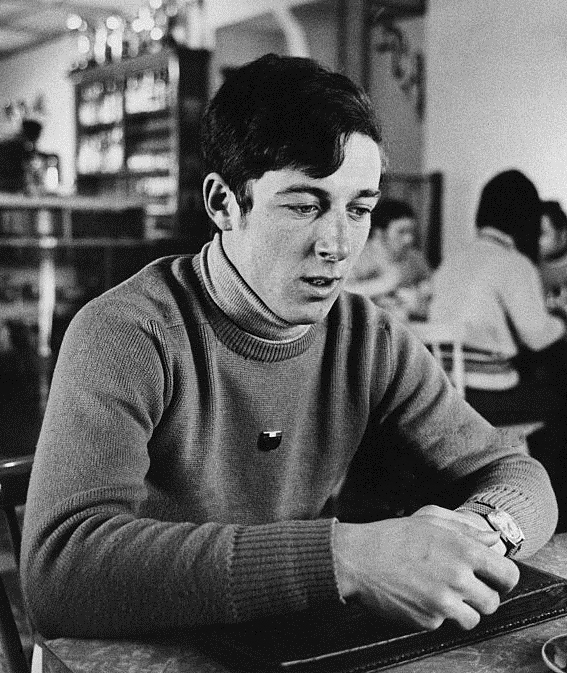
Thöni nel 1970

Nel 1970-1971 migliorò ulteriormente il suo rendimento in Coppa del Mondo: in quella stagione i podi furono 12 (4 vittorie, 4 secondi posti, 4 terzi posti) e Thöni vinse la sua prima coppa di cristallo assoluta con 20 punti di margine su Henri Duvillard, oltre a bissare quella di slalom gigante (a pari merito con Russel) e a 2º in quella di slalom speciale a 5 punti da Jean-Noël Augert.

#### Stagioni 1972-1973
Anche nel 1971-1972 vinse sia la Coppa assoluta (con 12 punti di vantaggio su Duvillard), sia quella di slalom gigante (con 6 punti in più di Edmund Bruggmann); i podi in questo caso furono 7 (1 vittoria, 4 secondi posti, 2 terzi posti). Debuttò inoltre ai Giochi olimpici invernali: a Sapporo 1972 vinse la medaglia d'oro nello slalom gigante, quella d'argento nello slalom speciale (entrambe le medaglie erano valide anche ai fini dei Mondiali 1972) e si classificò 13º nella discesa libera. Vinse inoltre la gara di combinata, disputata in sede olimpica ma valida soltanto ai fini iridati.
Nel 1972-1973 giunsero la terza Coppa del Mondo generale, con 15 punti di vantaggio su David Zwilling, e la prima di slalom speciale, con 5 punti di margine su Christian Neureuther; i podi furono 7, con 3 vittorie (tra le quali quella nel prestigioso slalom gigante della Chuenisbärgli di Adelboden), 3 secondi posti e 1 terzo posto.

#### Stagioni 1974-1975
Nel 1974 ai Mondiali di Sankt Moritz Thöni vinse la medaglia d'oro sia nello slalom gigante sia nello slalom speciale, rimontando nella seconda manche dall'8ª posizione ottenuta nella prima, vinta da Piero Gros (poi uscito nella seconda) con un secondo e mezzo di vantaggio su Thoeni. In Coppa del Mondo invece non riuscì a confermarsi al vertice della classifica generale, battuto dal compagno di squadra Piero Gros per 16 punti; ottenne comunque 8 podi (3 vittorie - bissando tra l'altro il successo sulla Chuenisbärgli -, 3 secondi posti e 2 terzi posti) e vinse la sua seconda Coppa di slalom speciale con 15 punti di margine su Neureuther. Il 7 gennaio a Berchtesgaden fu tra l'altro uno dei protagonisti di un risultato storico per la nazionale italiana: quel giorno ai primi cinque posti dello slalom gigante si piazzarono cinque sciatori azzurri e Thöni fu secondo dietro a Gros e davanti a Erwin Stricker, Helmuth Schmalzl e Tino Pietrogiovanna; fu in quell'occasione che fu coniata l'espressione "Valanga azzurra".
Nel 1974-1975 tornò ad aggiudicarsi la Coppa assoluta, grazie alla vittoria conquistata nell'ultima gara, lo slalom parallelo della Val Gardena del 23 marzo, su Franz Klammer e Ingemar Stenmark, arrivati alla prova decisiva con gli stessi punti in classifica di Thöni: quella vittoria garantì a Thöni 5 punti di vantaggio. Quell'anno colse inoltre il suo miglior piazzamento in discesa libera: il 2º posto, rimasto negli annali, sulla celebre Streif a Kitzbühel il 18 gennaio, dietro a Klammer per soli tre millesimi di secondo.

#### Stagioni 1976-1977
La stagione 1975-1976 fu l'ultima nella quale Thöni fu costantemente al vertice delle competizioni. In Coppa del Mondo colse 9 podi (2 vittorie - tra le quali nuovamente lo slalom gigante di Adelboden -, 3 secondi posti, 4 terzi posti) e chiuse al 3º posto nella classifica generale e in quella di slalom speciale e al 2º in quelle di slalom gigante (a 6 punti da Stenmark) e di combinata, stilata per la prima volta proprio in quella stagione. Ai XII Giochi olimpici invernali di Innsbruck 1976 fu il portabandiera dell'Italia durante la cerimonia di apertura e vinse, come quattro anni prima, la medaglia d'argento nello slalom speciale (valida anche ai fini dei Mondiali 1976); si classificò inoltre 26º nella discesa libera e 4º nello slalom gigante e si aggiudicò nuovamente la medaglia d'oro nella combinata iridata, disputata contestualmente alle Olimpiadi.
Nella stagione 1976-1977 il suo rendimento - così come quello di tutta la Valanga azzurra, a causa di scelte tecniche errate - cominciò a calare: vinse una sola gara di Coppa (fu il suo ultimo successo nel circuito: si trattò della prestigiosa combinata dell'Hahnenkamm di Kitzbühel, vinta da Thöni per la seconda volta) e complessivamente ottenne cinque podi (1 secondo e 3 terzi posti); a fine annata risultò 6º nella classifica generale.

#### Stagioni 1978-1980
Nel 1977-1978 non andò mai a podio in Coppa del Mondo (26º nella classifica generale) e ai Mondiali di Garmisch Partenkirchen si classificò 12º nella discesa libera e non concluse lo slalom speciale; l'anno dopo colse il suo ultimo podio in Coppa del Mondo, l'11 febbraio nello slalom speciale di Åre (3º).
Ai XIII Giochi olimpici invernali di Lake Placid 1980 fu per la seconda volta l'alfiere italiano durante la cerimonia di apertura, onore che condivide con il marciatore Ugo Frigerio, con lo schermidore Edoardo Mangiarotti e con lo slittinista Paul Hildgartner; si classificò quindi 8º nello slalom speciale. Ottenne il suo ultimo piazzamento in carriera il 15 marzo 1980 a Saalbach, quando fu 15º nello slalom speciale di Coppa del Mondo.

#### Bilancio della carriera
Thöni è rimasto nella storia dello sci, oltre che per i suoi numerosi trionfi, anche per una serie di primati nazionali: è stato il primo italiano a vincere una gara di Coppa del Mondo in campo maschile, il primo a vincere uno slalom speciale e il primo italiano a vincere uno slalom gigante; vinse inoltre la prima combinata e il primo slalom parallelo disputati in Coppa del Mondo, rispettivamente il 12 gennaio 1975 a Wengen e il 23 marzo successivo in Val Gardena. Grande sciatore tecnico - inventò tra l'altro il "passo spinta" -, riuscì tuttavia a conquistare podi anche in discesa libera.
La fama della sua abilità fu tale da dare origine a una leggenda metropolitana, secondo la quale sulla Streif sarebbe riuscito a terminare la discesa con un solo sci avendo perso l'altro sull'Hausbergkante (tratto di pista da percorrere in diagonale con pendenza ripidissima). Fu lo stesso Thöni, anni dopo, a smentire tale diceria. Ulteriore conferma della fama della quale godette negli anni di maggior successo è l'esser stato citato nella nota canzone Nuntereggae più di Rino Gaetano, assieme ad altre celebrità italiane dell'epoca; contribuì significativamente alla diffusione e alla popolarità dello sci alpino in Italia, sia come pratica che come seguito mediatico.

### Carriera da allenatore
Ritiratosi dall'attività agonistica, Thöni ha intrapreso la carriera di allenatore. Ha contribuito in questa veste ai successi di Alberto Tomba, di cui è stato allenatore personale per nove anni, dal 1989 al 1996; in seguito è stato allenatore della nazionale italiana prima come direttore tecnico della squadra maschile e poi come direttore generale di tutte le nazionali italiane, sia maschili sia femminili.

### Altre attività

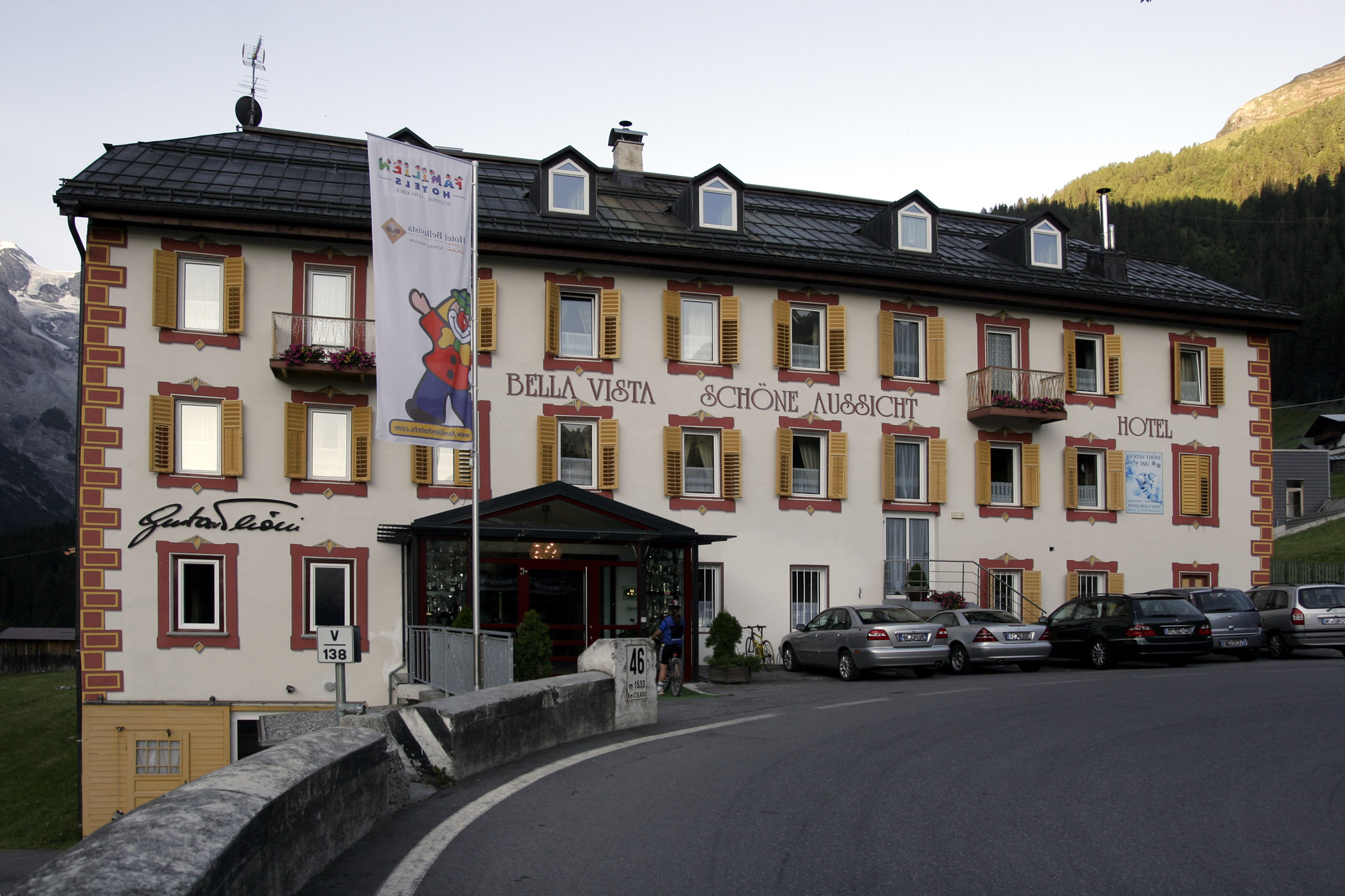
L'albergo della famiglia Thöni a Trafoi, dove nacque lo sciatore; sulla sinistra della facciata si scorge la gigantografia di un suo autografo

Nel 1981 fu attore protagonista del film Un centesimo di secondo di Duccio Tessari, con Antonella Interlenghi e Saverio Vallone, ispirato alla tragica vicenda di Leonardo David e alla discesa a Kitzbühel del 1975 in cui Thöni perse per 3 millesimi da Klammer. Stroncato dalla critica, il film ha avuto scarso successo anche al botteghino. Nel 1999 fu una delle celebrità chiamate da Fabio Fazio a fargli da "spalla" nella conduzione del Festival di Sanremo.
Il 26 febbraio 2006 fu uno degli otto atleti italiani portatori della bandiera olimpica nel corso della cerimonia di chiusura dei XX Giochi olimpici invernali di Torino 2006. Nel suo paese natale, Trafoi, gestisce un albergo che ospita la collezione dei suoi trofei; è testimonial per SOS Villaggi dei Bambini.

## Palmarès

### Olimpiadi
- 3 medaglie, valide anche ai fini dei Mondiali:
  - 1 oro (slalom gigante a Sapporo 1972)
  - 2 argenti (slalom speciale a Sapporo 1972; slalom speciale a Innsbruck 1976)

### Mondiali
- 4 medaglie, oltre a quelle conquistate in sede olimpica valide anche ai fini dei Mondiali:
  - 4 ori (combinata a Sapporo 1972; slalom gigante, slalom speciale a Sankt Moritz 1974; combinata a Innsbruck 1976)

### Coppa del Mondo
- Vincitore della Coppa del Mondo nel 1971, nel 1972, nel 1973 e nel 1975
- Vincitore della Coppa del Mondo di slalom gigante nel 1970, nel 1971 e nel 1972
- Vincitore della Coppa del Mondo di slalom speciale nel 1973 e nel 1974
- 69 podi:
  - 24 vittorie
  - 25 secondi posti
  - 20 terzi posti

#### Coppa del Mondo - vittorie
| Data             | Località               | Paese          | Specialità |
| ---------------- | ---------------------- | -------------- | ---------- |
| 11 dicembre 1969 | Val-d'Isère            | Francia        | GS         |
| 4 gennaio 1970   | Bad Hindelang          | Germania Ovest | SL         |
| 29 gennaio 1970  | Madonna di Campiglio   | Italia         | GS         |
| 30 gennaio 1970  | Madonna di Campiglio   | Italia         | GS         |
| 10 gennaio 1971  | Madonna di Campiglio   | Italia         | SL         |
| 21 febbraio 1971 | Sugarloaf              | Stati Uniti    | GS         |
| 25 febbraio 1971 | Heavenly Valley        | Stati Uniti    | SL         |
| 28 febbraio 1971 | Heavenly Valley        | Stati Uniti    | GS         |
| 2 marzo 1972     | Heavenly Valley        | Stati Uniti    | GS         |
| 15 gennaio 1973  | Adelboden              | Svizzera       | GS         |
| 4 febbraio 1973  | Sankt Anton am Arlberg | Austria        | SL         |
| 4 marzo 1973     | Mont-Sainte-Anne       | Canada         | SL         |
| 21 gennaio 1974  | Adelboden              | Svizzera       | GS         |
| 2 marzo 1974     | Voss                   | Norvegia       | GS         |
| 10 marzo 1974    | Vysoké Tatry           | Cecoslovacchia | SL         |
| 12 gennaio 1975  | Wengen                 | Svizzera       | KB         |
| 19 gennaio 1975  | Kitzbühel              | Austria        | KB         |
| 30 gennaio 1975  | Chamonix               | Francia        | SL         |
| 1º febbraio 1975 | Chamonix/Megève        | Francia        | KB         |
| 15 marzo 1975    | Sun Valley             | Stati Uniti    | SL         |
| 23 marzo 1975    | Val Gardena            | Italia         | PR         |
| 5 dicembre 1975  | Val-d'Isère            | Francia        | GS         |
| 13 gennaio 1976  | Adelboden              | Svizzera       | GS         |
| 16 gennaio 1977  | Kitzbühel              | Austria        | KB         |

Legenda:

GS = slalom gigante

SL = slalom speciale

KB = combinata

PR = slalom parallelo

### Campionati italiani
- 13 medaglie[19]:
  - 5 ori (combinata nel 1970; slalom speciale nel 1971; slalom speciale nel 1973; slalom gigante nel 1975; slalom gigante nel 1977)
  - 6 argenti (discesa libera, slalom gigante, slalom speciale nel 1970; slalom gigante nel 1973; slalom gigante nel 1976; slalom speciale nel 1977)
  - 2 bronzi (slalom speciale nel 1974; slalom speciale nel 1979)

### Campionati italiani juniores
- 3 ori (discesa libera, slalom gigante, slalom speciale nel 1969)[2]

## Statistiche

### Podi in Coppa del Mondo
| Stagione/Specialità | Discesa libera | Discesa libera | Discesa libera | Slalom gigante | Slalom gigante | Slalom gigante | Slalom speciale | Slalom speciale | Slalom speciale | Combinata | Combinata | Combinata | Slalom parallelo | Slalom parallelo | Slalom parallelo | Podi totali |
| ------------------- | -------------- | -------------- | -------------- | -------------- | -------------- | -------------- | --------------- | --------------- | --------------- | --------- | --------- | --------- | ---------------- | ---------------- | ---------------- | ----------- |
| Stagione/Specialità | 1º             | 2º             | 3º             | 1º             | 2º             | 3º             | 1º              | 2º              | 3º              | 1º        | 2º        | 3º        | 1º               | 2º               | 3º               | Podi totali |
| 1970                |                |                |                | 3              | 1              |                | 1               | 3               | 1               |           |           |           |                  |                  |                  | 9           |
| 1971                |                |                | 1              | 2              | 1              | 2              | 2               | 3               | 1               |           |           |           |                  |                  |                  | 12          |
| 1972                |                |                |                | 1              | 2              | 1              |                 | 2               | 1               |           |           |           |                  |                  |                  | 7           |
| 1973                |                |                |                | 1              |                | 1              | 2               | 3               |                 |           |           |           |                  |                  |                  | 7           |
| 1974                |                |                |                | 2              | 1              | 1              | 1               | 2               | 1               |           |           |           |                  |                  |                  | 8           |
| 1975                |                | 1              |                |                | 1              | 2              | 2               | 1               |                 | 3         |           |           | 1                |                  |                  | 11          |
| 1976                |                |                |                | 2              | 1              |                |                 | 1               | 2               |           | 1         | 2         |                  |                  |                  | 9           |
| 1977                |                |                |                |                |                | 1              |                 |                 | 2               | 1         | 1         |           |                  |                  |                  | 5           |
| 1978                |                |                |                |                |                |                |                 |                 |                 |           |           |           |                  |                  |                  | 0           |
| 1979                |                |                |                |                |                |                |                 | 1               |                 |           |           |           |                  |                  |                  | 1           |
| 1980                |                |                |                |                |                |                |                 |                 |                 |           |           |           |                  |                  |                  | 0           |
| Totale              | 0              | 1              | 1              | 11             | 7              | 8              | 8               | 16              | 8               | 4         | 2         | 2         | 1                | 0                | 0                | 69          |
| Totale              | 2              | 2              | 2              | 26             | 26             | 26             | 32              | 32              | 32              | 8         | 8         | 8         | 1                | 1                | 1                | 69          |

## Riconoscimenti
- Nel maggio 2015, una targa a lui dedicata fu inserita nella Walk of Fame dello sport italiano a Roma, riservata agli ex-atleti italiani che si sono distinti in campo internazionale.[22][23]